# Lâchez les chiens !
Lâchez les chiens ! est le quinzième album de la saga de bande-dessinée XIII de William Vance et Jean Van Hamme.

## Résumé
Après plusieurs péripéties, XIII parvient à échapper aux hommes de Giordano et à prendre Jessie en otage avec lui. Peu à peu, il parvient à la convaincre que Giordano et Irina veulent la tuer elle aussi et qu’elle a tout intérêt à s’enfuir avec XIII. Elle lui révèle alors qu’après avoir assassiné Warren Glass, elle a lu le dossier qu’il avait concocté avec Ron Finkelstein sur XIII. Ce dernier comprend alors que Giordano ne mentait pas : il se pourrait bien qu’il soit Seamus O’Neil, un membre de l’IRA et non Jason Fly, fils de Sean Mullway élevé par Jonathan MacLane.
XIII et Jessie retrouvent Spike, un ami de Carrington qui doit les amener au San Miguel. Ils tombent alors dans un piège et Jessie meurt sous les balles des hommes de Giordano en sauvant la vie de XIII qui s’enfuit avec Spike. Mais XIII comprend à temps que le soi-disant Spike travaille pour Giordano. Il renonce alors à se rendre au San Miguel et décide de se rendre au Costa Verde, se mettre sous la protection de la présidente Maria de Los Santos. Il désire également interroger Mullway. Il y est rejoint par le marquis et la marquise du Préseau ainsi que par ses complices Carrington, Jones et Amos. Malheureusement, l’accueil n’est pas aussi chaleureux que prévu : sous la pression des Américains, Maria est contraint d'emprisonner les quatre comparses, en attendant leur extradition vers les États-Unis.

### Documentation
- Jean-Pierre Fuéri, « XIII, à lièvre ouvert », BoDoï, no 50,‎ mars 2002, p. 10.